# Championnat d'Islande de football 1938
Navigation
Saison précédente Saison suivante
La saison 1938 du Championnat d'Islande de football était la 27e édition de la première division islandaise.
C'est le Valur Reykjavik qui conserve son titre pour la 4e année d'affilée et devient pour la 6e fois de son histoire champion d'Islande.

## Les 4 clubs participants
- KR Reykjavik
- Fram Reykjavik
- Valur Reykjavik
- Vikingur Reykjavik

## Compétition

### Classement
Le barème de points servant à établir le classement se décompose ainsi :
- Victoire : 2 points
- Match nul : 1 point
- Défaite : 0 point

| Rang | Équipe             | Pts | J | G | N | P | Bp | Bc | Diff |
| ---- | ------------------ | --- | - | - | - | - | -- | -- | ---- |
| 1    | Valur Reykjavik T  | 5   | 3 | 2 | 1 | 0 | 11 | 9  | +2   |
| 2    | Vikingur Reykjavik | 3   | 3 | 1 | 1 | 1 | 6  | 6  | 0    |
| 3    | Fram Reykjavik     | 2   | 3 | 0 | 2 | 1 | 7  | 8  | -1   |
| 4    | KR Reykjavik       | 2   | 3 | 0 | 2 | 1 | 5  | 6  | -1   |

|  | Champion d'Islande 1938 |

### Matchs
Tous les matchs sont disputés au stade Melavöllur à Reykjavik.
| Résultats (▼dom., ►ext.)                                   | Fra | KR  | Val | Vik |
| Fram Reykjavik                                             |     | 1-1 | 3-4 | 3-3 |
| KR Reykjavik                                               |     |     | 4-4 | 0-1 |
| Valur Reykjavik                                            |     |     |     | 3-2 |
| Vikingur Reykjavik                                         |     |     |     |     |
| - Victoire à domicile - Match nul - Victoire à l'extérieur |     |     |     |     |

## Bilan de la saison
| Tableau d'Honneur                 |                 |
| Compétition                       | Vainqueur       |
| Championnat d'Islande de football | Valur Reykjavik |